# Mamoru Oshii
Mamoru Oshii (押井守 Oshii Mamoru?,  nacido en Tokio el 8 de agosto de 1951), es un director de cine, de televisión y escritor de origen japonés, famoso por sus historias con filosofías orientales. Ha dirigido un gran número de animes muy populares, entre ellos Ghost in the Shell, las películas de Patlabor, y la serie Urusei Yatsura. También mantiene la distinción de haber creado el primer OVA (anime producido exclusivamente para su venta en video), Dallos. Por su trabajo ha recibido numerosos premios y ha sido candidato a otros tan conocidos como la Palma de oro y el León de Oro. 

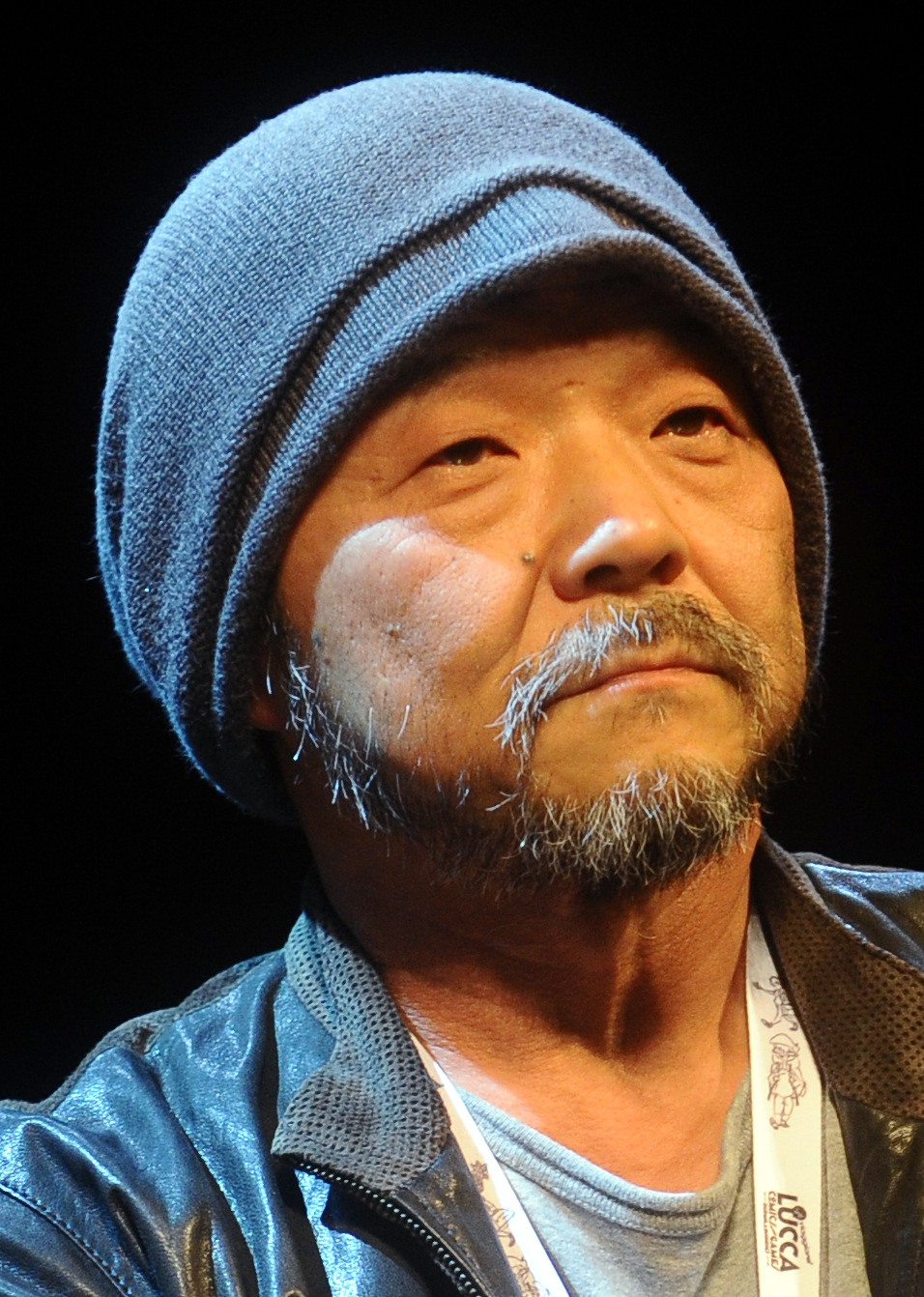
Mamoru Oshii - Lucca Comics & Games 2015

Actualmente vive en Atami, prefectura de Shizuoka, Japón, con sus dos perros, un basset hound llamado Gabriel y un perro mestizo llamado Daniel.

## Biografía
Nació en el distrito de Ōta, siendo estudiante experimentaba con sus propias creaciones visuales, siendo apasionado del cine, una vez declaró haber visto 1000 películas en un año. Se graduó en 1976 en la Universidad Gakugei en Tokio, al siguiente año comenzó su carrera profesional. 
También se sabe que aunque no era religioso, se intereso mucho en la religión cristiana, algo que plasmo en algunas de sus obras.

## Carrera

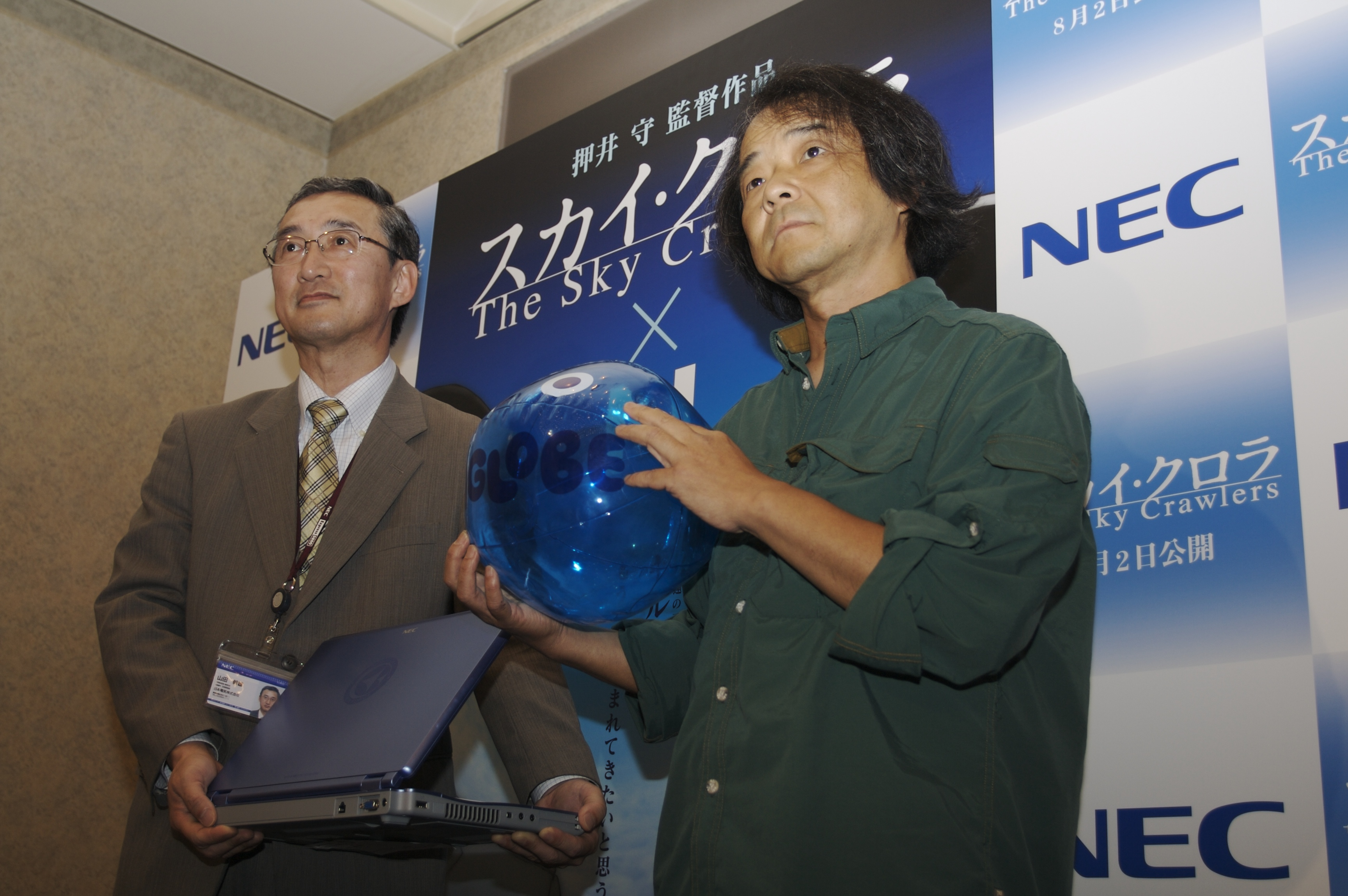
Mamoru Oshii promocionando NEC Sky Crawlers

Comenzó a interesarse por los mundos de la ciencia ficción, en cualquiera de los ámbitos audiovisuales, desde muy joven. Rodó varios cortos en 16 mm como puro entretenimiento antes de pasar al campo profesional. Tras finalizar sus estudios cinematográficos, comenzó en la industria de la animación trabajando para el estudio Tatsunoko Production a mediados de 1977, debutando como asistente en la serie Ippatsu Kanta-kun.
En 1980 ficha por el entonces desconocido estudio Pierrot, encargándose de la serie Nils Holgersson. Oshii colabora también como guionista en otras series y películas, destacando las dos películas de la saga Urusei Yatsura, creada en manga por la conocida Rumiko Takahashi. Oshii presenciaría de primera mano la aparición de un nuevo sistema de venta de animación: el OVA (Original vídeo Animation), considerado una revolución dentro de la industria por las nuevas y enormes posibilidades que abría. Fue el estudio Pierrot quien ideó este nuevo sistema, y Mamoru Oshii tuvo el honor de dirigir el primer producto lanzado en ese formato: Dallos, una miniserie de cinco capítulos, que se considera la primera obra con el sello personal de Oshii. Su argumento, oscuro e inquietante, nos sitúa en un futuro en que la Luna se encuentra ya colonizada y explotada por el hombre, y un grupo revolucionario de selenitas comienza una lucha por la mejora de sus condiciones de vida frente al gobierno de la Tierra, quien a su vez pretende ocultar los secretos de una estructura extraterrestre, una estación espacial llamada Dallos.
Desde ese momento, Mamoru Oshii se convirtió en un referente. En colaboración con Studio DEEN guionizó y dirigió en 1985 otro OVA de gran calidad: Tenshi no Tamago, una obra experimental y confusa pero altamente recomendable, que contó con los diseños de Yoshitaka Amano. Dos años después dirigió otras dos historias en formato OVA sobre extrañas desapariciones de personas en Tokio: Twilight Q.
Para uno de sus proyectos más extensos ideó una historia múltiple, que ya dejaba entrever el mundo de ciencia ficción complejo de sus siguientes trabajos: Kerberos Panzer Cop, plasmada en primer lugar en el guion del manga del mismo nombre, que contó con los dibujos de Kamui Fujiwara. La historia recreaba un futuro alternativo en el que Japón se había convertido en un estado policial, con un gobierno totalitario que empleaba una fuerza de represión brutal frente a las revueltas y al crimen. A continuación, decidió entrar en el campo de las películas de imagen real y el propio Oshii adaptaría su guion en una trilogía de películas conocidas como Kerberos Saga: The Red Spectacles (1987), StrayDog: Kerberos Panzer Cops (1991) y Jin-Roh (1999). Esta última a diferencia de las dos primeras, fue una película de anime donde Oshii se encargó del guion, dejando la tarea de director a un colega de confianza con quien ya había trabajado en ocasiones anteriores: Hiroyuki Okiura.
A partir de 1988 se produjo su consagración definitiva con una saga que alcanzó prestigio mundial gracias a él: Patlabor. Oshii se encargó de dirigir Patlabor: la película y Patlabor 2: la película, además de los 6 primeros OVAs. Los largometrajes de Patlabor son dos de los mejores trabajos de su carrera, y figuran entre las mejores películas de anime de la historia, gracias a una trama adulta, llena de detalles, uniendo los avances y los conflictos del mundo futuro con tramas políticas y personajes extremos. Además, en esos años todavía tendría tiempo de cambiar de registro y dirigir la parodia Gosenzosama Babbanzai!, en 1989.
En 1992 escribió y dirigió Talking Head, una película en imagen real de 1992, un surrealista meta-film de misterio que involucra la producción de un anime llamado Talking Head.

### Ghost in the Shell
Llegados al año 1995, Mamoru Oshii fue reconocido internacionalmente gracias a la superproducción Kōkaku kidōtai (Ghost in the Shell), un increíble largometraje que generó una admiración por la animación japonesa en todo occidente. Ghost in the Shell está basada en la obra homónima de Masamune Shirow.
El universo de Ghost in the Shell representa un paso adelante en la imaginería visual y creativa de la ciencia ficción: en esta obra se analizan los conflictos que planteará la evolución humana, la creación de nuevas formas de inteligencia y la búsqueda por parte de éstas de su “alma”.

### Avalon
Si con el éxito de Ghost in the Shell, Mamoru Oshii se había ganado la admiración en el campo de la animación, lo mismo sucedería en el terreno de la imagen real con el largometraje Avalon, en 2001, alabado a partes iguales por la crítica más conservadora y su público. Desde la estética de la película hasta la confusión paranoica que experimentan sus protagonistas, todo hace de esta una parte decisiva de la ciencia ficción del nuevo milenio, influida por el cada vez más difuso límite entre lo virtual y lo real. Hay que destacar el ritmo pausado, casi poético de sus imágenes, y la elegancia y solemnidad de su banda sonora.

### Blood, the last vampire
Antes de retomar la trama de Ghost in the Shell, Oshii idearía una obra multimedia, que abarcaba gran parte de los métodos de entretenimiento: Blood: The Last Vampire. Esta historia de vampiros evolucionados, publicada en julio de 2002, muestra la cara más comercial de Oshii, y su capacidad de innovación al plantear una historia que no se desvela en un solo formato, sino que va aclarándose con cada uno de sus “componentes”: una serie de novelas (escritas por Junichi Fukisaku), la película de animación (dirigida por Hiroyuki Kitakubo), el manga (de Kenji Kitayama y Benkyo Tamaoki) y el videojuego para PlayStation 2.

### Ghost in the Shell: Stand Alone Complex
Consciente del impacto que Ghost in the Shell sigue teniendo entre los aficionados a la buena ciencia ficción, Oshii decidió extender ese universo, pero otra película no parecía suficiente para abarcar su proyecto. Así, mientras se dedicaba a fondo a la preparación de Innocence, la continuación cinematográfica, también aportaba argumentos que se pudiesen plasmar en la serie de televisión Ghost in the Shell: Stand Alone Complex, estrenada en el año 2002. 
El éxito de la serie y su posterior edición en DVD propiciaron su continuidad en una segunda temporada (Ghost in the Shell: S.A.C. 2nd GIG), publicada en 2004.

### Ghost in the Shell 2: Innocence
En la primavera de 2004 se estrenó Ghost in the Shell 2: Innocence, con un presupuesto de 2500 millones de yenes. Se trataba de una de las películas más esperadas de los últimos años, y su calidad superó expectativas. En occidente se presentó en la mismísima Sección Oficial del Festival de Cannes 2004.

## Premios y distinciones
Festival Internacional de Cine de Venecia
| Año  | Categoría                           | Película         | Resultado |
| ---- | ----------------------------------- | ---------------- | --------- |
| 2008 | Premio Future Film Festival Digital | The Sky Crawlers | Ganador   |

Recibió el Premio de la Crítica José Luis Guarnier en el Festival de Cine de Sitges de 2008, por The Sky Crawlers.
En el año 2017 recibió el reconocimiento Winsor McCay en la 44º ceremonia de los "Premios Annie", siendo el sexto japonés en obtener este reconocimiento.